# Ekeby (Upplands Väsby)
Ekeby is een plaats in de gemeente Upplands Väsby in het landschap Uppland en de provincie Stockholms län in Zweden. De plaats heeft 221 inwoners (2005) en een oppervlakte van 29 hectare.